# Монтескудайо
Монтескудайо (італ. Montescudaio) — муніципалітет в Італії, у регіоні Тоскана,  провінція Піза.
Монтескудайо розташоване на відстані близько 220 км на північний захід від Рима, 75 км на південний захід від Флоренції, 50 км на південний схід від Пізи.
Населення — 2173 особи (2014).

## Демографія
Населення за роками:

Станом на 1 січня 2023 року в муніципалітеті офіційно проживало 138 іноземців з 28 країн, серед них 76 громадян країн Євросоюзу та 11 громадян України.

## Сусідні муніципалітети
- Чечина
- Гуардісталло
- Казале-Мариттімо
- Монтекатіні-Валь-ді-Чечина
- Рипарбелла